# Partido Comunista Colombiano
O Partido Comunista Colombiano é um partido politíco da Colômbia, criado em 1930, como seção da Internacional Comunista.
O PCC é herdeiro do Partido Socialista, posteriormente Partido Socialista Revolucionario. Criado originalmente como Partido Comunista da Colombia, mudou seu nome para o atual em 1979.
O Partido se declara como partido dos trabalhadores, camponeses e de todo povo colombiano, e se guia pelo marxismo-leninismo e pelo pensamento bolivariano.

## Guerilha
Na década de 1960 alguns quadros do partido foram dedicar-se a formação da guerilha que tornariam as Forças Armadas Revolucionárias da Colômbia, populamente conhecida como FARC-EP, principal campo de atuação do partido que é tido como "braço polito das FARC-EP"

## Atuação política
Em 1985 o PCC integrou a Unión Patriótica (UP), também integrada pela FARC-EP, que levou o candidato a presidência da Colômbia Jaime Pardo Leal a obter 11% da votação em 1986. O Candidato seria assassinado no ano seguinte por assassinos contratados pelo grupo político dominante, conservador, contrário às FARC-EP. Neste período da Unión Patriotica, em que se tentou uma solução política para o conflito 5 mil militantes foram mortos ou dados como desaparecidos, assassinados sobretudo por paramilitares de extrema-direita e pelo tráfico de drogas.
No processo eleitoras de 1990 o candidato a presidência Bernardo Jaramillo Ossa também foi assassinado. Dois representantes dos militantes da PCC que foram mortos na Guerra Civil na Colômbia, de 2.000 a 5.000 mortes sem processos ou condenações formais. O PCC É integrante fundador da Frente Social y Político.

## Atualidade
Em 2006, edita o semanário Voz, dirigido por Carlos Lozano Guillén e a revista teórica Taller, tem como secretário-geral o intelectual Jaime Caycedo Turriago e sua representação no parlamento constitui-se de dois dirigentes sindicais.